# Gonorynchus forsteri
Gonorynchus forsteri är en fiskart som beskrevs av Ogilby, 1911. Gonorynchus forsteri ingår i släktet Gonorynchus och familjen Gonorynchidae. Inga underarter finns listade i Catalogue of Life.